# Harry Zwarthoed
Harry Zwarthoed (Purmerend, 26 maart 1986) is een Nederlands voetballer die als middenvelder voor onder andere FC Volendam speelde.

## Carrière
Harry Zwarthoed speelde in de jeugd van FC Volendam, waar hij in het seizoen 2007/08 deel uitmaakte van de selectie van het eerste elftal. Hij debuteerde in de Eerste divisie op 19 oktober 2007, in de met 1-1 gelijkgespeelde uitwedstrijd tegen FC Dordrecht. Hij scoorde zijn enige doelpunt voor Volendam op 11 januari 2008, in de met 6-2 gewonnen thuiswedstrijd tegen FC Eindhoven. FC Volendam werd in dit seizoen kampioen van de Eerste divisie en promoveerde zodoende naar de Eredivisie. Zwarthoed vertrok naar de Hoornse amateurclub Zwaluwen '30, waar hij een seizoen speelde. Met SV Spakenburg, K.v.v. Quick Boys, ASV De Dijk en RKAV Volendam speelde hij hierna nog jaren in de top van het amateurvoetbal.

### Statistieken
| Seizoen                     | Club           | Land           | Competitie         | Competitie | Competitie | Beker | Beker | Overig | Overig | Totaal | Totaal |
| Seizoen                     | Club           | Land           | Competitie         | Wed.       | Dlp.       | Wed.  | Dlp.  | Wed.   | Dlp.   | Wed.   | Dlp.   |
| --------------------------- | -------------- | -------------- | ------------------ | ---------- | ---------- | ----- | ----- | ------ | ------ | ------ | ------ |
| 2007/08                     | FC Volendam    | Nederland      | Eerste divisie     | 14         | 1          | 0     | 0     | –      | –      | 14     | 1      |
| 2010/11                     | SV Spakenburg  | Nederland      | Topklasse Zaterdag | 30         | 8          | 3     | 0     | –      | –      | 33     | 8      |
| 2011/12                     | SV Spakenburg  | Nederland      | Topklasse Zaterdag | 29         | 7          | 1     | 0     | 2      | 0      | 32     | 7      |
| 2012/13                     | SV Spakenburg  | Nederland      | Topklasse Zaterdag | 29         | 2          | 1     | 0     | –      | –      | 30     | 2      |
| 2016/17                     | ASV De Dijk    | Nederland      | Derde divisie Zo.  | 25         | 3          | 3     | 1     | –      | –      | 28     | 4      |
| 2017/18                     | ASV De Dijk    | Nederland      | Tweede divisie     | 30         | 8          | 2     | 2     | –      | –      | 32     | 10     |
| Carrièretotaal              | Carrièretotaal | Carrièretotaal | Carrièretotaal     | 157        | 29         | 10    | 3     | 2      | 0      | 169    | 32     |
| Bijgewerkt op 15 april 2019 |                |                |                    |            |            |       |       |        |        |        |        |